# الوسط
الوسط (عربی: الوسط) یک روزنامه کویتی است که به زبان عربی منتشر می‌شود و صاحب آن خانواده «الوزان» است.